# Березовка (Зміїногорський район)
Бере́зовка (рос. Берёзовка) — селище у складі Зміїногорського району Алтайського краю, Росія. Входить до складу Карамишевської сільської ради.

## Населення
Населення — 203 особи (2010; 253 у 2002).
Національний склад (станом на 2002 рік):
- росіяни — 96 %